# 紅線制度 (美國)
紅線制度是美國境內的一種歧視性現象，美國有些金融機構拒绝为非白人（例如非裔美国人）聚居区居民提供金融服務。 
20世纪60年代，社会学家约翰·麦克奈特（John McKnight ）提到芝加哥的银行根据種族成分對各個社區進行排名。某些社区被視為“危险”或不值得投资的社区。  20世纪80年代，调查记者比尔·戴德曼 (Bill Dedman) 指出亚特兰大的银行会向低收入的白人社区居民提供贷款，但不会向中等收入甚至高收入的黑人社区居民提供贷款。 